# Laicato
Il laicato è l'insieme dei laici intesi come tutti i fedeli di una religione che non appartengono al clero.  Il termine "laico" deriva dal greco λαϊκός, laikós - uno del popolo, dalla radice λαός, laós - popolo.

## Cattolicesimo romano
Nel cattolicesimo romano il termine "laico" indica una persona che non sia un "chierico", quindi che non sia stata ordinata diacono, prete o vescovo.  In dettaglio, quindi, è laico:
- ogni fedele, uomo o donna, che non faccia parte del clero,
- anche un religioso che, pur appartenendo a un ordine o ad una congregazione religiosa, non sia stato ordinato diacono o prete (è il caso del cosiddetto "fratello laico"; in senso proprio, quindi, ogni suora, in quanto donna, nella Chiesa cattolica sarà sempre una "laica").[1]

Fino al Concilio Vaticano II, in ogni definizione di "laico" si metteva l'accento sul suo carattere "negativo": è laico colui che non è prete, e per estensione anche colui che non è religioso (di per sé, il contrario di "religioso" sarebbe "secolare": esistono, quindi, religiosi preti e secolari preti, religiosi laici e secolari laici); era inevitabile che con ciò si sottolineasse come il laico si trovasse ad un livello inferiore rispetto ai chierici nell'ordinamento della Chiesa.
A proposito della storia medievale si parla talvolta di "partecipazione dei laici alla vita della Chiesa", ma con questa espressione normalmente si fa riferimento all'influenza, più o meno forte, che le autorità secolari (principi, conti, comuni, il Sacro romano imperatore, etc.) potevano esercitare sugli affari ecclesiastici, come la scelta dei vescovi o il patronato su parrocchie e abbazie.  Anche nel Medioevo, ad ogni modo, esistevano forme organizzate di vita cristiana tipicamente laicali, come i "terz'ordini", i movimenti di beghine e beghini, e dei begardi, le confraternite: forme di cristianesimo laicale durate molti secoli (fino a tutto il XIX secolo) e oggi assimilabili alle diverse associazioni e movimenti cattolici.
Con il Concilio Vaticano II la Chiesa cattolica ha voluto ripensare a una vocazione propria dei laici: essi sono i membri della chiesa il cui ruolo è cercare il regno di Dio trattando le cose temporali e ordinandole secondo Dio. Il loro ruolo è santificare il mondo creato rendendolo più cristiano nelle sue strutture e sistemi:
(Costituzione apostolica Lumen Gentium (1964), 31)
Il documento conciliare ha voluto dunque ribadire che i laici sono membri della Chiesa a pieno titolo: condividono con la Chiesa intera il fine della "santificazione del mondo", in vista di «un più profondo legame degli uomini con Dio» (Catechismo della Chiesa Cattolica 775), agendo con libertà e responsabilità personale e non come "agenti" della  gerarchia ecclesiastica. Con il battesimo sono resi membri della Chiesa, e crescono in intima unione con Dio all'interno del mondo.  La causa della santità dei laici, perciò, pur nel distacco del cuore dalle cose mondane, non è il "distacco dal mondo" in senso materiale, fisico, ma la "santificazione del mondo materiale" in unione con Gesù Cristo, che per il cristiano è Figlio di Dio incarnato nel mondo.
Donne e uomini laici, dunque, appartenenti ad ogni professione e alle diverse condizioni famigliari, svolgendo il loro lavoro nel mondo con spirito cristiano, hanno ricevuto la vocazione di estendere il Regno di Dio. Secondo ripetuti pronunciamenti di papi e vescovi cattolici, i laici dovrebbero dire "noi siamo Chiesa" alla stessa maniera dei chierici che formano la gerarchia.
Durante la liturgia i laici svolgono alcuni compiti, che vengono riconosciuti in forma stabile attraverso l'istituzione in uno dei diversi "ministeri".
Inoltre, come effetto del declino delle vocazioni ai ministeri ordinati, cattolici laici possono farsi carico di alcuni dei ruoli che prima erano compito esclusivo dei preti, come la distribuzione della comunione, la conduzione di un funerale o la presidenza di una liturgia festiva che non comprenda la messa.
Nella prospettiva cattolica, l'ordinazione sacerdotale è valida soltanto all'interno della successione apostolica. Per questo motivo i ministri "ordinati" al di fuori di detta successione (per esempio in una chiesa riformata) restano pur sempre dei "laici" agli occhi di un cattolico.

## Protestantesimo
Già dai tempi della Riforma del XVI secolo il protestantesimo ha cancellato ogni distinzione formale tra laicato e clero, semplicemente rifiutando l'esistenza del secondo di questi (un clero ontologicamente distinto dal resto della Chiesa perché investito di una specifica funzione sacerdotale).  Nel cristianesimo protestante, dunque, soprattutto nelle denominazioni riformate e nel mondo evangelicale, tutti i credenti sono sacerdoti e tutti sono laici: il concetto di "laico" si sovrappone del tutto a quello di "membro di Chiesa" e l'unico sacerdozio riconosciuto, oltre a quello di Gesù Cristo, "unico mediatore tra Dio e gli uomini" (1Tm 2,5), è quello comune a tutti i credenti in forza del loro battesimo (1Pt 2,9).
Nelle Chiese protestanti continuano ad esistere dei ministeri, come quello del pastore (incaricato della cura d'anime, della predicazione e della guida del culto), del diacono (incaricato dell'assistenza ai bisognosi), dell'anziano (che - normalmente all'interno di un organo collegiale detto concistoro - è responsabile della direzione della Chiesa locale).  L'essere istituito in uno di questi ministeri, tuttavia, non cambia lo status di un singolo cristiano, che continua a rimanere un laico a tutti gli effetti (e una volta cessato l'esercizio di un ministero, ritorna ad essere un membro di Chiesa come gli altri).
Durante la celebrazione del culto, per esempio, la guida dell'assemblea, la predicazione, e anche la presidenza della Santa Cena con la distribuzione del pane e del vino, possono essere tranquillamente affidate ad un qualsiasi membro di Chiesa.  Il fatto che a far ciò sia normalmente un pastore è conseguenza della sua preparazione teologica e della conferma del suo ministero attraverso l'istituzione (normalmente accompagnata del gesto simbolico dell'imposizione delle mani) e l'elezione da parte della Chiesa locale, ma non di un qualche "potere" che un "laico" invece non avrebbe, o di uno status che lo differenzierebbe dagli altri.
Anche alcune caratteristiche peculiari del clero cattolico, come l'obbligo di celibato per preti e vescovi, o il fatto che del clero possano far parte soltanto i maschi, decadono nelle Chiese protestanti. La dottrina della Chiesa cattolica, anche quando ammetta l'esistenza di un sacerdozio universale dei credenti, distingue da esso un "sacerdozio ministeriale" che in qualche modo "estrae" un uomo dal laicato: lo stesso Concilio Vaticano II ha ribadito che «Il sacerdozio comune dei fedeli e il sacerdozio ministeriale o gerarchico [...] differiscono tra loro non tanto per grado ma per essenza», sebbene siano «ordinati l'uno all'altro» (Lumen Gentium 10). Tutto ciò nel Protestantesimo non ha nessuna validità.
Ciononostante, nelle abitudini di alcune chiese protestanti, si parla comunque di "laici" per indicare i membri di Chiesa che non hanno una funzione stabile, soprattutto che non sono pastori.

### Comunione anglicana
Le Chiese anglicane si sono proposte e si propongono come una sorta di "terza via" tra cattolicesimo e protestantesimo.  In particolare, molti riti tipici del cattolicesimo romano sono stati conservati, soprattutto nella High Church e nel cosiddetto Anglocattolicesimo.  Insieme con questi riti, è stato conservato un clero che ricalca la divisione tipica del cattolicesimo e delle Chiese orientali: esistono dunque diaconi, preti e vescovi anglicani, ordinati da un vescovo e distinti dal resto del laicato.
A livello parrocchiale locale, alcuni laici sono eletti per fare parte di un consiglio detto vestry (un istituto simile, il consiglio pastorale parrocchiale, è stato creato anche nelle parrocchie cattolico-romane dopo l'ultimo concilio).
Nonostante l'esistenza di ministri ordinati, tuttavia, nelle Chiese della Comunione anglicana i laici hanno voce anche nell'ordinamento legislativo delle Chiese stesse. Nella Chiesa episcopale degli Stati Uniti d'America, per esempio, in ogni diocesi vengono eletti quattro chierici (preti o diaconi) e quattro laici che entrano a far parte della House of Deputies della "Convenzione Generale" (General Convention of the Episcopal Church), il supremo corpo legislativo e di governo dell'intera Chiesa.
Il termine "laico" può anche riferirsi a persone che svolgono un servizio durante le celebrazioni liturgiche pur senza essere stati ordinati chierici.

### Metodismo
Un'antica tradizione nelle Chiese metodiste è la presenza del Lay Preacher (predicatore laico) come guida della preghiera di un gruppo (chiamato "circuito"), all'interno di chiese o di altri luoghi di incontro.  Un tempo il "lay preacher" camminava o cavalcava in un'area predefinita, comprendente diversi luoghi di riunione, secondo uno schema predefinito e a degli orari stabiliti: in quei luoghi si raccoglievano i credenti per ascoltare il predicatore.
Anche dopo l'istituzione di ministri e pastori, la tradizione del "lay preacher" continuò.  Ancora oggi questi predicatori vengono nominati dalle singole comunità e invitati dalle comunità vicine: sono una sorta di assistenti del ministro e ne svolgono anche alcune funzioni quando questi si devono assentare.

## I laici nel buddhismo

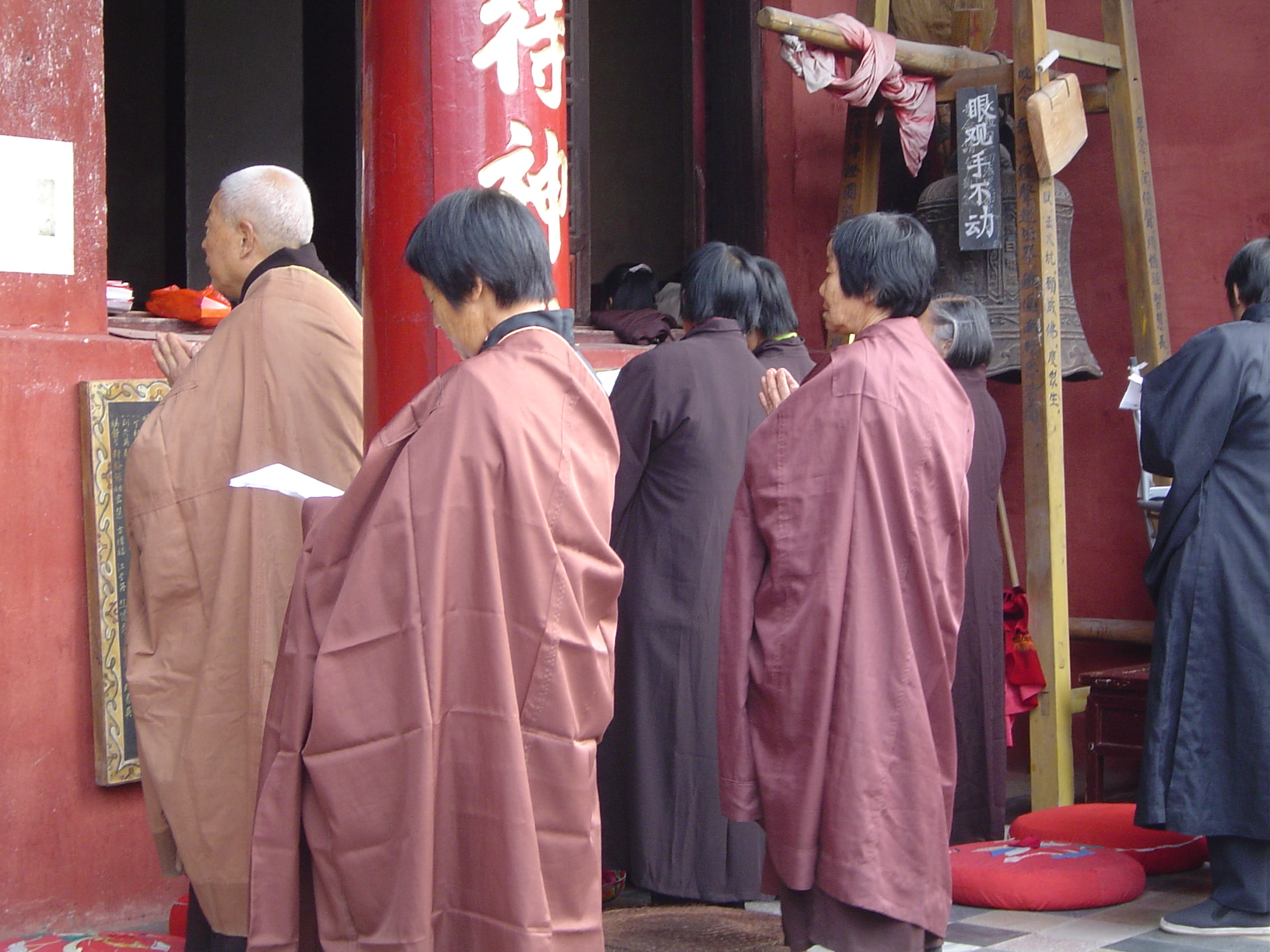
Alcuni laici buddhisti a una breve cerimonia cantata presso il Tempio dei tre avi, provincia di Anhui Province, Cina

Nel buddhismo esiste una suddivisione tra laici e chierici/monaci. Le strutture e le dinamiche di questa situazione sono comparabili a quelle presenti nel Cristianesimo.
Nel buddhismo cinese ci sono di solito laici che indossano una veste nera e a volte una fascia marrone a connotare il fatto che hanno preso i cinque precetti buddhisti.

### I laici nel primo buddhismo
Pur essendo il buddhismo nato e sviluppatosi per lungo tempo come una religione eminentemente monastica, pure il canone buddhista non è avaro di insegnamenti rivolti ai laici. Gotama Buddha era conscio delle limitazioni e degli inconvenienti che possono ostacolare il progresso spirituale dei laici, per cui indirizzava i suoi insegnamenti soprattutto alla comunità monastica. Eppure, per quanto difficile, non credeva impossibile che dei laici potessero procedere con grande beneficio nella pratica fino a conseguirne i frutti tra i più elevati. Nonostante la totale dipendenza dei monaci dai laici per soddisfare i loro bisogni primari, cibo, medicine e vestiario inclusi, i primi non devono essere mai nelle condizioni di poter supervisionare, giudicare o imporre un indirizzamento particolare alla vita dei laici. La sola misura diretta che la comunità monastica può adottare nei casi in cui dei laici si dimostrino di condotta talmente reprensibile o malvagia da non poter essere passivamente condonata, è quella di rifiutare di accettare le loro offerte praticando il pattam nikujjana kamma, una forma di boicottaggio sociale prevista dalla disciplina monastica, che consiste nel rovesciare la ciotola durante l'elemosina perché, passando di fronte ai laici riprovevoli, questi non gli possano offrire niente.
Nel canone buddhista si distinguono due classi di laici: gli upāsaka (upāsikā, femm.) e i gahapati (gahapātānī, femm.). I primi sono quei laici che hanno inteso coinvolgersi a tale punto nella loro pratica dal volersi prendere personalmente e direttamente cura di una comunità monastica durante il periodo di ritiro della stagione delle piogge, il vassa, e di ascoltare con assiduità gli insegnamenti di dottrina (Dhamma) elargiti. Costoro seguono fedelmente i precetti buddhisti e prendono i tre rifugî. I secondi sono i laici ordinari, detti dallo Edgerton laici "capitalisti", in origine "capi di corporazione", più interessati all'accumulo delle ricchezze e al godimento dei sensi che alla scrupolosa pratica etica buddhista.